# Espluga de Roca de Cavalls
L'Espluga de Roca de Cavalls és una cavitat del terme de Conca de Dalt, al Pallars Jussà, dins de l'antic terme d'Hortoneda de la Conca, en territori del poble d'Hortoneda.
Està situada a prop i al sud-est del Roc Roi, al sud-oest de l'Obaga de Coll de Neda i a llevant de la Roca de Cavalls. Una mica més al sud hi ha l'Esplugueta de Roca de Cavalls.